# .arc
Arc és un format de compressió de dades creat per Systems Enhancement Associates. És popular en els BBS. Els fitxers comprimits amb la utilitat ARC generalment duen l'extensió ".arc". Per a descomprimir-los s'ha de tenir la utilitat ARC-I.